# Billaea erecta
Billaea erecta är en tvåvingeart som beskrevs av Aldrich 1934. Billaea erecta ingår i släktet Billaea och familjen parasitflugor. Inga underarter finns listade i Catalogue of Life.